# Nanaya

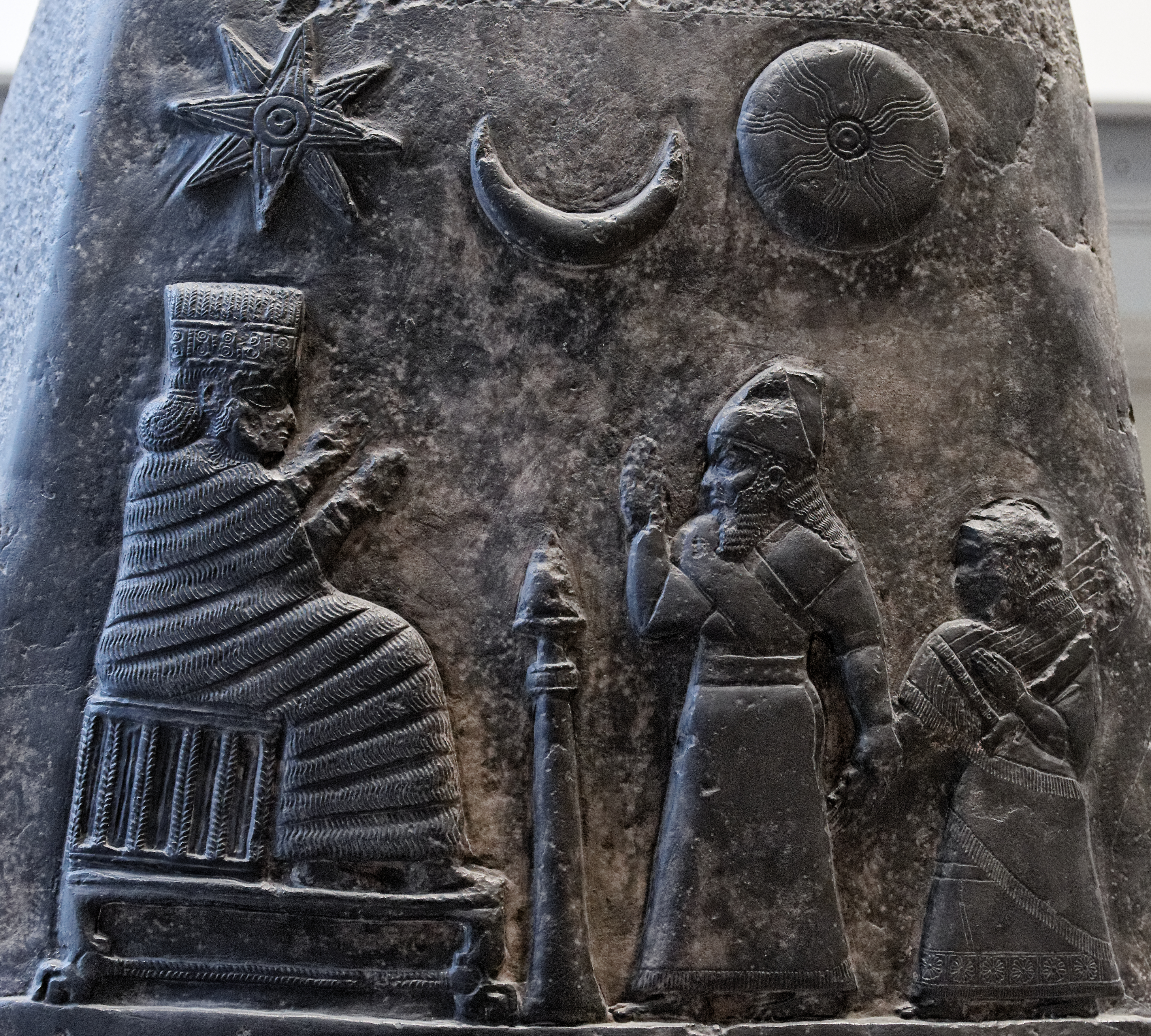
Kudurru del rey Meli-Shipak presentando su hija a la diosa Nanaya, sentada en su trono. La estrella representa a Ishtar, la luna creciente a Sin y el sol a Shamash.

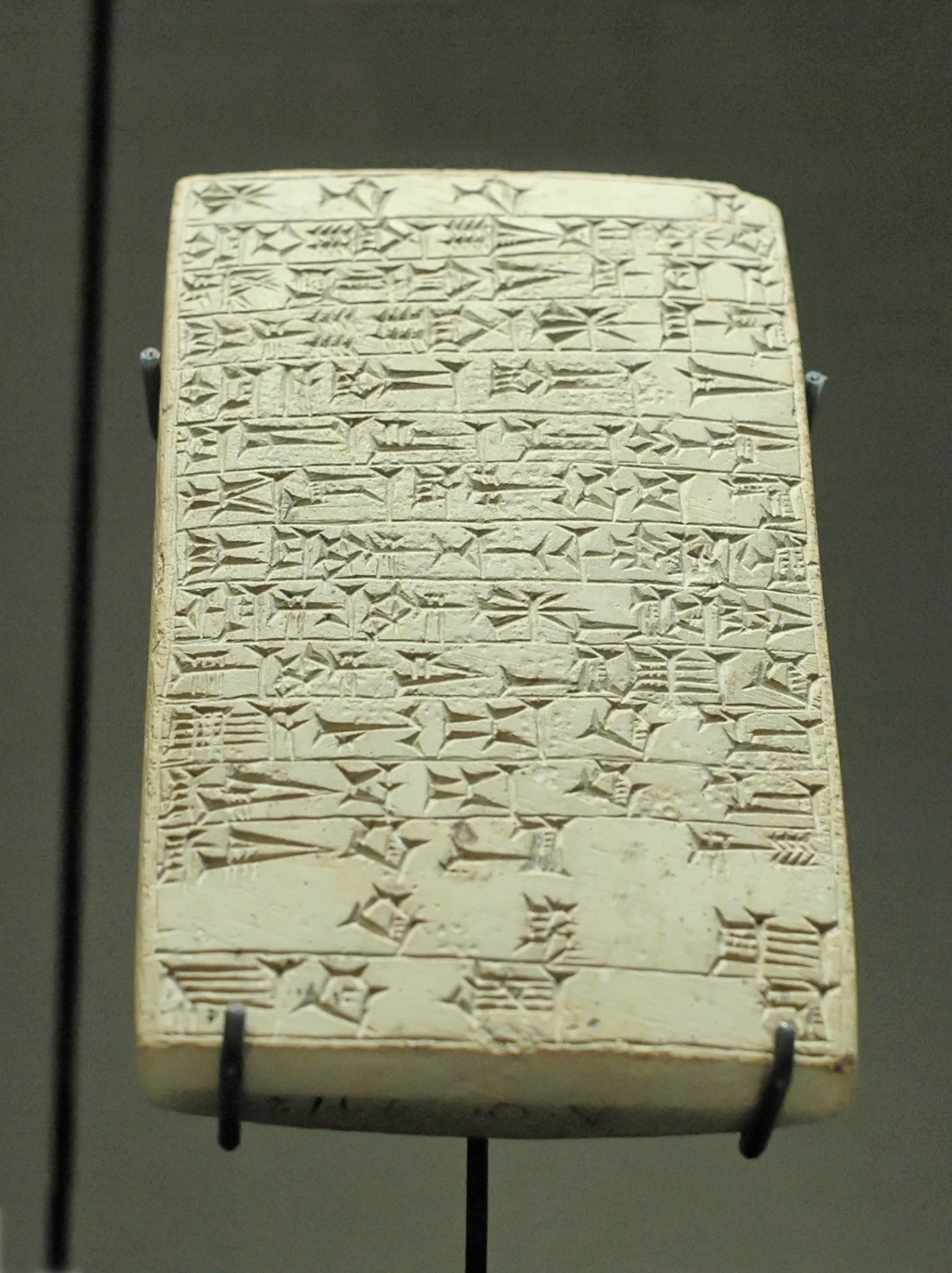
Tablilla de fundación de un templo de Nanaya construido por los reyes de Larsa, siglo XIX a. C.

Nanaya o Nanaia (sumerio 𒀭𒈾𒈾𒀀, DNA.NA.A; también transcrita como Nanâ, Nanãy o  Nanãya; en griego: Nαναια o Νανα; arameo: ננױננאױ) es una diosa que personificaba la voluptuosidad y sensualidad y fue adorada por los sumerios y acadios.
Está atestiguada desde la época de la tercera dinastía de Ur (finales del II milenio a. C.. Nanaya fue adorada particularmente en Uruk, al lado de su hija, Kanisura y de la gran diosa de la ciudad, Inanna/Ishtar, que a veces es presentada como su madre, siendo su padre el dios An. También tenía un santuario en Kish. 
Al igual que Inanna, Nanaya parece estar asociada al amor, la lujuria y la sexualidad, aspectos conmemorados en diversas inscripciones e himnos que la evocan. Con el tiempo, Nanaya tendió a perder su individualidad para convertirse en un aspecto de Inanna/Ishtar, que la asimiló como fue el caso de otras diosas sumerias.
Fue objeto de un culto importante que llegó a extenderse hasta Siria e Irán. Más tarde llegó a estar sincretizada con la diosa babilónica Tasmetu.